# Bridelia glauca
Bridelia glauca är en emblikaväxtart som beskrevs av Carl Ludwig von Blume. Bridelia glauca ingår i släktet Bridelia och familjen emblikaväxter. Inga underarter finns listade i Catalogue of Life.